# 古賀洋吉
古賀 洋吉（こが ようきち、1975 - ）は、アメリカ合衆国・シリコンバレーを拠点に活動する日本人実業家、起業家、投資家。本田技研工業の役員、Drivemode社のCEO。

## 人物
東京都新宿区出身。明治大学政治経済学部卒業。ハーバード・ビジネス・スクールMBA。

### 経歴
1999年、明治大学在学中にオレゴン大学に留学し、コンピュータ・サイエンスを学ぶ。帰国後、ITベンチャーのアルトビジョンを起業、エクスペリアンに売却。2000年に明治大学を卒業し、マイクロソフトやネットエイジ（現ユナイテッド）などを経て、2001年にアクセンチュア入社。戦略コンサルタントとして5年間従事した後、2006年にハーバード・ビジネス・スクールに入学。
2008年に同校を修了した後はアメリカに残り、ヘッジファンドやシリコンバレーのスタートアップを経て、2009年にボストンの大手ベンチャーキャピタルGlobespan Capital Partnersに入り、ファンド・ディレクターとして13億ドルを運用。同時に、世界最大のカーシェアリングサービスZipcar（英語: Zipcar）に於いて役員として海外戦略・買収等を指揮。
Zipcar をエイビスレンタカーに売却した後、シリコンバレーに移住。2014年、様々な業界で活躍した起業家を迎え入れ、自動車運転に改革を起こそうと、Drivemode, Inc.を起業。CEOに就任。
2016年にパナソニックが初のベンチャーへの直接投資として同社のシリーズAをリードした。2019年には本田技研工業グループ初の企業買収として同社を完全子会社化した。
本田技研工業社長の三部敏宏は2023年4月26日に説明会を開催し、これまでホンダ内の組織や国ごとに決めてきたＵＸに関する意思決定を新設する「グローバルＵＸオフィサー」という役職に集約する方針を打ち出し、同職に古賀洋吉を指名した。同時にアメリカンホンダモーター社のデジタル戦略強化を担うデジタル戦略オフィスを創設し、同部門長にも古賀洋吉を指名した。

## 参考リンク
- Drivemode, Inc
- みんなが支えたくなる旗を立てることがCEOの仕事【インタビュー】Drivemode CEO, Yo Koga – 古賀洋吉氏
- 2023年1月24日 執行職・部長関連人事に関するお知らせ
- ホンダ社長「中国に遅れている」　ソフト開発に危機感